# Josef Fiala
Josef Fiala, także Joseph (ur. 3 lutego 1748 w Lochovicach, zm. 31 lipca 1816 w Donaueschingen) – czeski gambista, wiolonczelista, oboista i kompozytor.

## Życiorys
Uczył się gry na oboju u Jana Šťastnego i na wiolonczeli u Františka Josefa Wernera. W latach 1774–1777 był oboistą w kapeli księcia Ernsta Kraft von Oettingen-Wallerstein. W 1777 roku został członkiem kapeli nadwornej elektora bawarskiego Maksymiliana III. Od 1778 do 1785 roku przebywał w Salzburgu, gdzie dzięki protekcji Leopolda Mozarta otrzymał posadę w kapeli arcybiskupiej. W 1785 roku udał się w podróż do Wiednia, skąd następnie wyjechał do Petersburga, gdzie do 1790 roku działał na dworze cesarzowej Katarzyny II. Po powrocie do Niemiec występował we Wrocławiu, Berlinie i Pradze. W 1792 roku osiadł w Donaueschingen, gdzie był członkiem zespołu dworskiego księcia Benedikta zu Fürstenberga.
Za życia cieszył się sławą wirtuoza-gambisty i oboisty. Skomponował m.in. 19 symfonii, 21 koncertów, 30 partit, 24 kwartety, 10 triów, 18 duetów, 2 sonaty klawesynowe, ponadto szereg utworów kameralnych.